# تورژوک
شهر تورژوک (به روسی: Торжок) در کشور روسیه و در اُبلاست توِر واقع شده‌است.